# مديحة حمدي
مديحة حمدي (4 يوليو 1941 -)، ممثلة مصرية.

## عن حياتها
خريجة كلية التجارة قسم إدارة الأعمال. لمعت في الإذاعة في الستينات، ثم في المسرح وظهرت أول مرة في مسرحية «السكرتير الفني» أمام فؤاد المهندس. انتقلت إلى الشاشة الصغيرة واستمر عملها فيه، حيث قدمت مجموعة مسلسلات منها: «الدوغري 90» و«عيلة الدوغري». من أهم أفلامها: «عائلات محترمة» و«روعة الحب» و«معسكر البنات» و«مدرس خصوصي». متزوجة من ضابط شرطة ولها منه ولدان. ارتدت الحجاب في التسعينيات، لكنها لم تبتعد عن التمثيل.
لها شهرة في السعودية لدورها المهم في مسلسل أصابع الزمن الذي لقى شهرة كبيرة في فترة الثمانينيات.

## أعمالها
- الذين يحترقون
- الباحثة
- حرث الدنيا
- منقذ العالم

## وصلات خارجية
- مديحة حمدي على موقع قاعدة بيانات الأفلام العربية
- مديحة حمدي على موقع ديسكوغز (الإنجليزية)
- مديحة حمدي على موقع قاعدة بيانات الفيلم (الإنجليزية)